# Dryadella marilyniana
Dryadella marilyniana är en orkidéart som beskrevs av Carlyle August Luer. Dryadella marilyniana ingår i släktet Dryadella och familjen orkidéer.
Artens utbredningsområde är Ecuador. Inga underarter finns listade i Catalogue of Life.